# Panfilo Lacson

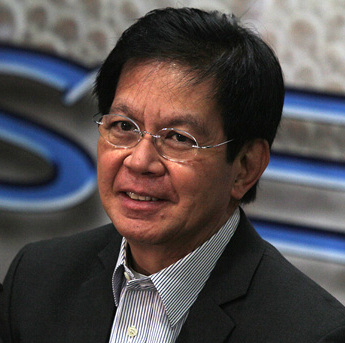
Panfilo Lacson, 2012

Panfilo „Ping“ Morena Lacson, Sr. (* 1. Juni 1948 in Imus, Cavite) ist ein philippinischer Politiker, der Generaldirektor der Philippine National Police (PNP) und von 2001 bis 2013, sowie von 2016 bis 2022 Mitglied des Senats war.

## Leben

### Aufstieg zum Chef der PNP
Nach dem Besuch der Bayang Luma Elementary School sowie der High School des Imus Institute begann er 1964 ein Studium der Philosophie am Lyceum of the Philippines University und schloss dieses Studium 1967 mit einem Bachelor of Arts (A.B. Philosophy) ab. Danach trat er in die Philippine Military Academy (PMA) ein und wurde nach Abschluss der dortigen Ausbildung 1971 mit einem Bachelor of Science (B.Sc.) Offizier der Philippine Constabulary und gehörte bis 1986 der Metrocom Intelligence and Security Group an.
1986 wurde er Offizier der Integrierten Einsatzgruppe der Polizei zur Bekämpfung von Autoentführungen (Integrated National Police Anti-Carnapping Task Force), ehe er von 1988 bis 1989 Kommandeur der PNP in der Provinz Isabela. Danach war er bis Februar 1992 Kommandeur der Polizeieinheit METRODISCOM auf Cebu sowie danach kurze Zeit zwischen Februar und Juli 1992 Kommandeur der PNP in der Provinz Laguna. Nach Beendigung dieser Tätigkeit war er von 1992 bis 1995 Chef der Präsidialen Verbrechensbekämpfungskommission (Presidential Anti-Crime Commission), ehe er 1996 kurzzeitig Verwendung als Leiter eines Polizeisonderprojekts mit dem Namen Alpha fand. Während dieser Zeit absolvierte er zudem ein postgraduales Studium im Fach Politikwissenschaft an der Universität der Stadt Manila, das er 1996 mit einem Master of Science (M.Sc. Government Management) abschloss.
Zwischen 1998 und 2001 war er Chef der Präsidialen Eingreiftruppe gegen organisierte Kriminalität (Presidential Anti-Organized Crime Task Force). Zuletzt war Ping Lacson zugleich von November 1999 bis Januar 2001 Generaldirektor der PNP und damit Chef der philippinischen Polizei.

### Politische Laufbahn

#### Erste Amtszeit als Senator und Präsidentschaftskandidat
Nach seiner Versetzung in den Ruhestand engagierte er sich in der Politik und wurde bei den Wahlen im Mai 2001 als Kandidat der Laban ng Demokratikong Pilipino (LDP) erstmals zum Senator gewählt. Bereits kurz nach seiner Wahl legte er mehrere Gesetzentwürfe wie das Anti-Money Laundering Control Act of 2001 gegen Geldwäsche, das Alternative Youth Training Course als Ergänzung für die Ausbildung von Studenten am College sowie das Anti-Human Trafficking Act of 2001 gegen den Menschenhandel vor. Zwischen 2004 und 2007 war Lacson auch Vorsitzender des Senatsausschusses für den öffentlichen Dienst und Regierungsumbau (Committee on Civil Service and Government Reorganization).
Am 10. Mai 2004 kandidierte er bei den Präsidentschaftswahlen für das Amt des Präsidenten der Philippinen. Er belegte dabei jedoch nach der Wahlsiegerin Gloria Macapagal-Arroyo (39,99 Prozent) sowie Fernando Poe Jr. (36,51 Prozent) mit 10,88 Prozent der Wählerstimmen nur den dritten Platz im fünfköpfigen Kandidatenfeld.

#### Zweite Amtszeit als Senator und Mordvorwürfe
Bei den Senatswahlen im Mai 2007 wurde Lacson wiedergewählt und gehörte damit dem Senat für eine weitere sechsjährige Amtszeit bis 2013 an. Zwischen 2007 und 2010 war er Vorsitzender der Senatsausschüsse für Konten (Committee on Accounts), für Wege und Mittel (Committee on Ways and Means) sowie für Ethik (Committee on Ethics).
Mitte 2008 wurden gegen ihn Vorwürfe erhoben, dass er der Hintermann eines Doppelmordes an den Publizisten Salvador „Bubby“ Dacer und dessen Fahrer im Jahr 2000 sei. Dacer beschuldigte Lacson zuvor, ein Vermögen mit illegalen Börsengeschäften verdient zu haben. Nachdem es zu Interviews mit mutmaßlichen Zeugen wie den früheren leitenden Polizeioffizieren (Police Senior Superintendent) Cezar Mancao und Reynaldo Berroya und einem späteren Unterstaatssekretär im Verkehrsministerium in den Tageszeitungen The Philippine Star und Philippine Daily Inquirer kam, verzichtete Lacson im Juli 2009 auf eine Kandidatur bei den Präsidentschaftswahlen im Mai 2010. Am 5. Januar 2010 verließ er die Philippinen und flog nach Hongkong, woraufhin das Regionalstrafgericht von Manila am 5. Februar 2010 Haftbefehl gegen ihn erließ. Am 12. Februar 2010 kam es zur Ausstellung einer internationalen Fahndungsausschreibung bei Interpol. Am 3. Februar 2011 hob das Berufungsgericht (Court of Appeals) die Anklage wegen Mordes auf und begründete dies damit, dass der Hauptzeuge Mancao nicht glaub- und vertrauenswürdig sei. Nach Rechtskraft des Urteils kehrte Lacson am 26. März 2011 auf die Philippinen zurück.
Im 15. Kongress war Senator Lacson wiederum Vorsitzender des Senatsausschusses für Konten sowie für Nationale Verteidigung und Sicherheit (Committee on National Defense and Security). Am 30. Juni 2013 schied Lacson aus dem Senat aus, nachdem er nach zwei Amtszeiten in Folge nicht mehr zur Wahl antreten durfte.
Nach dem Taifun Haiyan, der im November 2013 auf den Philippinen schwere Zerstörungen verursachte, wurde Lacson im Dezember 2013 von Präsident Benigno Aquino III. zum Leiter des Wiederaufbaus (Presidential Assistant for Rehabilitation and Recovery) ernannt. Am 10. Februar 2015 trat Lacson von diesem Amt zurück. Von 2016 bis 2022 war Lacson erneut Mitglied des Senats. Er trat 2022 nicht mehr zur Wiederwahl an, um stattdessen erfolglos für das Amt des Staatspräsidenten zu kandidieren.